# Абрамов Яків Іванович
Яків Іванович Абрамов (1900 — 1969) — радянський державний і політичний діяч, працівник органів безпеки, депутат Верховної Ради СРСР 1-го скликання (1941—1946), депутат Верховної Ради РСФСР III скликання, голова Пензенського облвиконкому.

## Біографія
Народився в 1900 році в с. Малишево Володимирській губернії. Член  РКП (б) з 1925 року. У 1930-ті роки — працівник НКВД. З кінця 1937 року — другий секретар Марійського обкому ВКП (б).
На виборах 26 липня 1938 був обраний до Верховної Ради Марійської АРСР першого скликання. На наступний день новообрана Верховна Рада затвердила склад першого уряду республіки — Ради Народних Комісарів Марійській АРСР. Головою РНК Марійській АРСР став Яків Абрамов. На цій посаді він був до 1943 року. Був обраний  депутатом Верховної Ради СРСР 1-го скликання від Марійської АРСР до Ради Національностей в результаті виборів 16 лютого 1941 року.
З червня 1948 року по квітень 1949 року — голова  Пензенського облвиконкому.
З червня 1949 року — перший заступник голови Новогородського облвиконкому. З 1951 по 1955 рік був  депутатом Верховної Ради СРСР третього скликання.